# Madelén Urieta
Madelén Urieta Gutiérrez (Amurrio, Álava, 21 de agosto de 1981), también conocida como Made Urieta, es una entrenadora de baloncesto y directora deportiva española. Actualmente dirige al Araski AES de baloncesto.  

## Trayectoria
Madelén Urieta es natural de Amurrio, provincia de Álava. A su trayectoria como jugadora de baloncesto desde 1993 en distintos clubs: CB Aurrera (Cadete y Júnior), Abaroa (Primera y Sénior), se le suma su trayectoria como entrenadora desde 2001. Con la creación de la Asociación de mujeres y Agrupación Deportiva de Baloncesto Araski Arabako Emakumeen Saskibaloia (Araski AES), su labor como directora deportiva y entrenadora ha sido clave para el proyecto. Urieta es cofundadora y directiva (Vicepresidenta) de Araski.
Ha conseguido en 2016, 2019, 2020 y 2021 el premio Memorial Antonio Díaz-Miguel a la mejor entrenadora de baloncesto del año. Con Araski en tres temporadas en Liga Dia ha logrado llevar a su equipo a disputar dos Copas de la Reina y dos play off por el título y con el equipo nacional ha conseguido la medalla de oro en el Eurobasket de 2019.

### Entrenadora en ADB Araski AES
- Desde 1997: entrenadora de categorías inferiores (clubs Vedruna, San Prudencio).[1]
- 2001-2011: entrenadora de equipos sénior (clubs Vedruna, San Prudencio, Metakar y Abaroa).[1]
- 2012-2013: entrenadora de Araski AES en Primera División (Campeonas de 1ª y logro de fase de ascenso).
- 2013-2014: entrenadora de Araski AES en Liga Femenina 2 (permanencia en el debut histórico de Araski en LF2).
- 2014-: directora técnica de la cantera del club Araski.[5]
- 2015-2016: entrenadora y directora deportiva de Araski AES en Liga Femenina 2 (Campeonas de LF2 y ascenso a Liga Femenina).[6]
- 2016-2017: entrenadora y directora deportiva de Araski AES en Liga Femenina.[7] (Semifinalistas en la Copa de la Reina; Semifinalistas en la Liga).[8]
- 2017-2018: entrenadora y directora deportiva de Araski AES en Liga Femenina.[9]
- 2018-2019: entrenadora y directora deportiva de  Araski AES en  Liga Femenina.[10]
- 2019-2020: entrenadora y directora deportiva de Araski AES en  Liga Femenina.[11]
- 2020-2021: entrenadora y directora deportiva de Araski AES en Liga Femenina.
- 2021-2022: ha renovado como entrenadora y directora deportiva de Araski AES para la próxima temporada.

### Selección vasca
- 2005-2006 Integrante del cuerpo técnico de la selección de Euskadi Mini Femenina.
- 2007-2008 Integrante del cuerpo técnico de la selección de Euskadi Mini Femenina.
- 2010-2012 Integrante del cuerpo técnico de la selección de Euskadi Infantil Femenina.

### Selección española
- 2016 Integrante del cuerpo técnico de la selección española Sub’ 20, Campeona de Europa (Matosinhos, Portugal, julio de 2016).[12]
- 2017 Seleccionadora de la selección española Sub’ 18 en el Campeonato de Europa de Sopron (Hungría).[13][14]
- 2018 Seleccionadora de la selección española U17 en la Copa del Mundo de Bielorrusia.[15]
- 2019 Ayudante Entrenadora junto a Lucas Mondelo para el EuroBasket de la Selección Absoluta Femenina de Serbia y Letonia.[16] (Medalla de Oro).[17]
- 2021 Ayudante Entrenadora junto a Lucas Mondelo para el Eurobasket de la Selección Absoluta Femenina de España y Francia, y el Mundial de Japón.

### Etapa como Jugadora
- 1995-1999 Categorías Inferiores de Aurrera.
- 2001-2008 1ª Nacional Abaroa.
- 2014-2015 Senior Provincial Araski.

## Reconocimientos
- En 2016 recibió el Premio AEEB "Memorial Antonio Diaz Miguel" a la mejor entrenadora de baloncesto del año 2015/2016.[18][19][20]
- En 2019 recibió el Premio AEEB "Memorial Antonio Díaz Miguel" a la mejor persona entrenadora de baloncesto del año 2018/2019.[4]
- En 2020 recibió el Premio a la mejor entrenadora de la temporada 2019-2020 de la Liga Femenina.[21]
- En 2021 recibió el Premio a la mejor entrenadora de la temporada 2020-2021 de la Liga Femenina.[3]
- En 2025 recibió la Insignia de Oro en los premios Gure Kirola Sariak, por haber participado con la selección española femenina de baloncesto en los pasados Juegos Olímpicos de París 2024.[22]